# Список кардиналов, возведённых папой римским Иннокентием IX

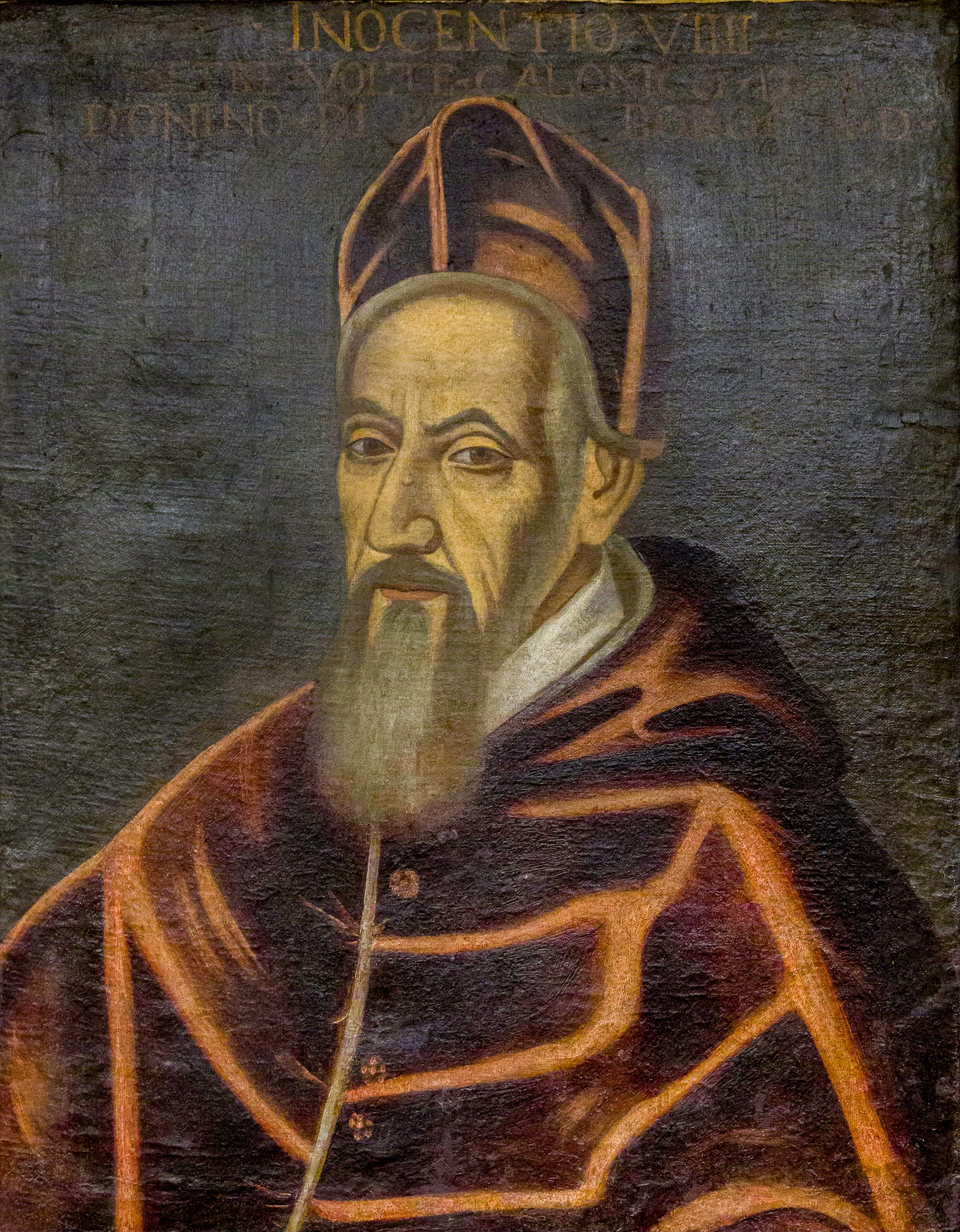
Папа Иннокентий IX

Кардиналы, возведённые Папой римским Иннокентием IX — 2 прелата и клирика были возведены в сан кардинала на одной Консисториях за 2-месячный понтификата Иннокентия IX, этой консисторией была Консистория от 18 декабря 1591 года, на которой было возведено два кардинала.

## Консистория от 18 декабря 1591 года
- Филиппо Сега, епископ Пьяченцы (Пармское герцогство);
- Джованни Антонио Факкинетти де Нуче младший, внучатый племянник Его Святейшества (Папская область).